# Franziskus von Paula Schönborn
Franziskus (František, Franz) von Paula, comte de Schönborn (né le 24 janvier 1844 à Prague  alors en Autriche-Hongrie, et mort le 25 juin 1899 à Falkenau) est un cardinal bohémien du XIXe siècle. 

## Biographie
Schönborn, membre de la ligne bohémienne de la famille de Schönborn, est chanoine à Prague. Il est élu évêque de České Budějovice en 1883 et promu à l'archidiocèse de Prague en 1885.
Le pape Léon XIII le crée cardinal lors du consistoire du 19 juin 1899.

## Sources
- Fiche sur le site fiu.edu